# Taifa de Córdova
A Taifa de Córdova, por vezes chamada República de Córdova, foi uma taifa republicana e independente que surgiu em 1031 em Alandalus por causa da desintegração que, de 1008, vinha sofrendo o Califado de Córdova e que desapareceria em 1091 após ser conquistada pela Taifa de Sevilha às mãos de Almutâmide.
Após a queda do Califado Omíada, Alandalus começou a fraturar-se em pequenos Emirados independentes, os chamados reinos de taifas. Córdova, como centro do poder e sede do Califado foi a última em declarar-se independente. Após a abdicação do último califa e a sua fuga de Córdova, a cidade ficou sem liderado. Um conselho de notáveis da cidade decidiu dar o poder ao xeique mais proeminente; Abul Hazeme Jauar ibne Maomé. Este desenvolveu um sistema de governo pseudo-republicano, com um conselho de estado de ministros e juízes com o qual consultaria antes de tomar qualquer decisão política. Assim, sob Abul Hazeme, Córdova foi governada por uma elite coletiva em lugar de um só emir, como era comum em outras taifas. De fato, mais que ver-se a si mesmo como o senhor da povoação, Abul Hazeme via-se como o protetor de Córdova, que cuidava da cidade e os seus habitantes.
Abul Hazeme governou a cidade de 1031 até a sua morte em 1049, quando foi sucedido pelo seu filho Abul Ualide Maomé. Abul Ualide continuou o governo benevolente do seu pai durante outros 21 anos. À medida que se foi fazendo maior, Abul Ualide começou a ceder o poder da Taifa de Córdova aos seus dois filhos: Abderramão de Córdova e Abedal Maleque de Córdova.
Os dois irmãos pronto enfrentaram-se, até Abedal Maleque conseguir arrebatar todo o poder a Abderramão. O confronto fraternal desestabilizou a taifa e Abedal Maleque recorreu ao Emir de Sevilha, Abade II Almutadide. A cooperação entre Córdova e Sevilha alarmou o Emir de Toledo, Almamune, que mandou um exército para sitiar Córdova e capturar a Abedal Maleque.
A ocupação toledana de Córdova durou até Maomé ibne Abade Almutâmide suceder o seu pai como Emir de Sevilha em 1069. Almutâmide derrotou o exército toledano em 1070, mas em lugar de libertar Córdova a capturou e a anexou a Taifa de Sevilha. Abedal Maleque foi feito prisioneiro e posteriormente exilado à ilha de Saltês, o que marcou o fim da taifa cordovesa.